# Багаевский канал
Бага́евский кана́л — ирригационный канал в Ростовской области России. Длина канала составляет 37 км. Расположен в междуречье Маныча и Сала.

## География
Канал ответвляется от Донского магистрального канала в месте, где последний резко поворачивает на юг, к Весёловскому водохранилищу. Багаевский канал первоначально течёт на северо-запад, затем поворачивает на запад. На левом берегу канала расположен посёлок Чаканиха. За ним канал под прямым углом поворачивает на север и расходится по более мелким каналам для орошения.